# Reinhard Krippner
Reinhard Krippner (* 6. März 1862 in Adorf/Vogtl.; † 19. Januar 1942 in Sausalito, Vereinigte Staaten) war einer der frühesten deutschen Briefmarkenfälscher.

## Leben
Krippner war sicher nicht der erste deutsche Briefmarkenfälscher, aber einer der ersten, der philatelistisches Material im großen Stil fälschte, und wurde zu einem der berüchtigtsten Briefmarkenfälscher überhaupt. Krippner war Briefmarkenhändler und fälschte zwischen 1888 und 1890 in großem Umfang Briefmarken. Bei einem Prozess von 1891 kam heraus, dass er sich in erster Linie auf gefälschte Stempelabdrucke auf echten altdeutschen Briefmarken spezialisiert hatte. Er wurde zu einer Haftstrafe von zwei Jahren und sechs Monaten verurteilt. 
1895 wanderte er zuerst nach Neufundland aus und starb schließlich in Sausalito/Kalifornien.